# دیوید رابرت نلسن
 دیوید رابرت نلسن (انگلیسی: David Robert Nelson؛ زاده ۵ سپتامبر ۱۹۵۱) یک فیزیک‌دان اهل ایالات متحده آمریکا است.